# Brachyphyllum
Brachyphyllum (означа «коротколистий») — форма роду викопних хвойних листяних рослин. Рослини цього роду по-різному відносять до кількох різних груп хвойних, включаючи Araucariaceae і Cheirolepidiaceae. Вони відомі по всьому світу від пізнього кам'яновугільного періоду до пізньої крейди. B. sattlerae була названа на честь вигаданого палеботаніка Еллі Саттлер із франшизи «Парк Юрського періоду».

## Список видів
- †B. yorkense
- †B. castatum
- †B. castilhoi
- †B. punctatum
- †B. sattlerae[3]
- †B. japonicum[4]
- †B. dimorpha[5]

## Місця знаходження
- У геопарку Палеоррота в Бразилії; Верхній тріасовий період, формація Катурріта[6]
- Формація Кабальйос в Толімі, Колумбія[7]
- Формація El Plan департаменту Франсіско Моразан, Гондурас
- Формація Крато в Бразилії[3]
- Формація Хасандонг і формація Джінджу в Південній Кореї[4]
- Формація Отлальтепек в Мексиці[5]

## Відповідність з іншими елементами рослин
Серед Cheirolepidiaceae Brachyphyllum, як відомо, асоціюється з хвойними шишками Pararaucaria і Kachaikestrobus. У той час як серед Araucariaceae він був пов’язаний з шишкою пилку Rabagostrobus.